# Mario Menéndez
Mario Benjamin Menéndez (Chañar Ladeado, 3 april 1930 – Buenos Aires, 18 september 2015) was de Argentijnse gouverneur van de Falklandeilanden tijdens de Argentijnse bezetting van de eilanden gedurende de Falklandoorlog in 1982. Hij diende in het Argentijnse leger als brigadegeneraal. Menéndez capituleerde de Argentijnse strijdkrachten aan het Verenigd Koninkrijk nadat de Britse strijdkrachten de eilanden hadden heroverd.

## Vroege loopbaan
Menéndez ontwikkelde zich van een cadet aan de nationale militaire universiteit tot de top van het Argentijnse leger. Als kolonel in de 5e Infanteriebrigade nam hij tussen juli 1975 en januari 1976 deel aan een campagne tegen de trotskistische ERP-guerrilla in de provincie Tucuman, de Operativo Independencia. Later voerde hij het bevel over de 6e Bergbrigade in de provincie Neuquén. In maart 1982 was Menéndez (volgens historici Max Hastings en Simon Jenkins) generaal in het Argentijnse leger en commandant van het eerste korps van de provincie Buenos Aires. 
Volgens zijn memoires was Menéndez in feite een lid van het Militair Comité in Buenos Aires dat de Argentijnse president wekelijks bijpraatte over een reeks onderwerpen, waaronder buitenlandse diplomatie, militaire training en het militaire budget.

## Falklandoorlog
Op 2 april 1982 vielen Argentijnse troepen de Falklandeilanden, grondgebied van het Verenigd Koninkrijk, binnen. Menéndez arriveerde op 7 april in Stanley (de hoofdstad van de Falklandeilanden) met het doel het gouverneurschap van de Falklandeilanden over te nemen. Menéndez concurreerde daarbij met de hoge vertegenwoordigers van de Argentijnse marine en luchtmacht om dominantie; een wedstrijd die formeel werd afgesloten op 26 april toen Menéndez zichzelf benoemde tot hoofd van het Malvinas Joint Command, een actie die werd goedgekeurd door de Argentijnse regering. Twee Argentijnse brigadegeneraal op de Falklands waren allebei senior van Menéndez en behandelden zijn bevelen als suggesties. Menéndez koos voor een strategie van uitputtende oorlogvoering, waarbij hij tactisch vanuit vaste posities vocht tegen Britse strijdkrachten die op de Falklands landden, in plaats van een technisch ingewikkelder manoeuvreeroorlog. Het plan werd later bekritiseerd, maar historicus Duncan Anderson verklaarde na de oorlog dat het plan "bewonderenswaardig paste bij de capaciteiten van de soldaten die hij tot zijn beschikking had".
Britse troepen landden in mei op de eilanden en brachten in de loop van de maand een aantal nederlagen toe aan de Argentijnse verdedigers. Toen de Britse troepen op 29 mei de slag bij Goose Green wonnen, werden veel Argentijnse officieren besmet door de somberheid en moedeloosheid die Menéndez en zijn hoofdkwartier al in hun greep hielden. Echter, in een gewaagde stap verzamelde Menéndez eind mei zijn leger, nationale gendarme en speciale luchtmachttroepen met een plan om de Britse logistieke communicatielijn aan te vallen en Britse soldaten gevangen te nemen. Ze werden echter in een hinderlaag gelokt door de Special Air Service en Mountain and Arctic Warfare Cadre, die patrouilleerden op Mounts Kent en Simon en het Argentijnse plan ontdekten. Daarbij konden ze een Puma-helikopter neerhaalden. Tien Argentijnse commando's werden gedood en 23 raakten gewond of gevangengenomen in het heli-offensief. In de eerste week van juni, toen Britse troepen zich voorbereidden om een aantal heuvels bij Stanley aan te vallen, werd Menéndez onder druk gezet om te proberen de nederzetting Fitzroy, die onlangs onder Britse controle was gekomen, te heroveren maar hij besloot in de verdediging te blijven. De commandant van het 5e Marinebataljon, Carlos Hugo Robacio verklaarde later: "Ik wilde een tegenaanval doen, we hadden een plan en de troepen waren klaar om te vertrekken. We waren van plan om het 's nachts te doen, maar de toestemming kwam niet. De generaal vertelde me in alle eerlijkheid: 'Ik kan dit niet ondersteunen met de logistiek die we hebben.' Ik denk dat ik bevelen had moeten negeren en een tegenaanval had moeten doen. We waren nog maar één stap verwijderd van het winnen van de oorlog als we het tenminste hadden geprobeerd. We hadden die laatste stap moeten nemen."  Nadat de heuvels waren veroverd door de Britten, overwoog Menéndez om zijn troepen terug te trekken van Stanley en alleen Port Stanley Airport, op een schiereiland ten oosten van de stad, vast te houden.

##### Overgave
Op 14 juni sprak Menéndez met luitenant-generaal Leopoldo Galtieri - de president van Argentinië - per radio over de situatie. Galtieri zei dat Menéndez een tegenaanval moest doen tegen de Britse troepen met al zijn soldaten, en vertelde hem dat de Argentijnse militaire code voorschreef dat een commandant moest vechten totdat hij 50% van zijn mannen heeft verloren en 75% van zijn munitie heeft gebruikt. Hij voegde er ook aan toe "de verantwoordelijkheid van vandaag ligt bij jou.", wat volgens Duncan Anderson het punt was waarop het moreel van Menéndez brak. Menéndez antwoordde: "Ik kan niet meer vragen van mijn troepen, na wat ze hebben meegemaakt ... We hebben de hoogten niet kunnen vasthouden ... We hebben geen ruimte, we hebben geen middelen, we hebben geen steun. ... " Anderson zei dat Menéndez toen psychologisch geïsoleerd was, en geloofde dat hij was verlaten door zijn regering, en begon bijna dankbaar te communiceren met een Spaanstalige Britse officier die via de radio contact met hem had opgenomen. Menéndez stemde ermee in om die middag vertegenwoordigers van de commandant van de Britse landstrijdkrachten op de eilanden te ontmoeten, en Menéndez gaf zijn troepen 's avonds over.

## Latere jaren
Binnen een maand na de overgave was Menéndez uit zijn machtsposities gezet. Volgens Menéndez's moeder, Hilda Villarino de Menéndez, werd haar zoon in oktober 1983 gearresteerd door het Argentijnse leger en naar een basis gestuurd voor 60 dagen disciplinaire detentie. Ze zei dat de arrestatie "blijkbaar iets te maken had" met een boek dat haar zoon had gepubliceerd, waarin zijn ervaringen tijdens de oorlog waren opgenomen. In 2009 beweerde Menéndez dat het vaak geciteerde aantal van 30.000 verdwenen mensen tijdens de Argentijnse militaire dictatuur van 1976-1983 een 'verzonnen aantal' was en hekelde de voormalige legerleider, luitenant-generaal Martín Antonio Balza voor het steunen van het cijfer van 30.000. Menéndez bekritiseerde Balza ook omdat hij zijn rol in de smerige oorlog niet had toegegeven. Ook bekritiseerde hij president Galtierri omdat deze niet doorhad dat Argentinië de Falklandoorlog aan het verliezen was. Op 18 oktober 2012 werd hij opnieuw gearresteerd, samen met nog 16 personen, en aangeklaagd voor zijn rol in mensenrechtenschendingen tijdens de Operativo Independencia in 1975. Menéndez diende als onderbevelhebber van de 5e Infanteriebrigade, eerst onder brigadegeneraal Acdel Vilas en later onder brigadegeneraal Antonio Domingo Bussi, die het bevel voerde over de verschillende eenheden die waren uitgezonden om de ERP-guerrillastrijders in de provincie Tucumán te bestrijden.
Menéndez stierf in Buenos Aires op 18 september 2015, twee weken na opname in het ziekenhuis. In 2019 werd gemeld dat de as van Menéndez in december 2015 in het geheim op de Falklandeilanden zou zijn verstrooid zonder de toestemming van de regering van de Falklandeilanden.
- Gemeinsame Normdatei: 11906801X
- International Standard Name Identifier: 0000 0001 0060 8081
- Library of Congress Control Number: n84036894
- Virtual International Authority File: 293961664
- WorldCat: E39PBJwRTDJTtyhxvPy8MYtdwC